# Artemio Prati
Artemio Prati (Pontenure, 21 febbraio 1907 – Piacenza, 4 marzo 2004) è stato un vescovo cattolico italiano.

## Biografia
Nacque a Pontenure, in provincia e diocesi di Piacenza, il 21 febbraio 1907.

### Formazione e ministero sacerdotale
Dopo aver frequentato il ginnasio al seminario vescovile di Piacenza, seguì i corsi filosofici e teologici presso il Collegio Alberoni.
Il 15 marzo 1930 fu ordinato presbitero, a Piacenza, dal vescovo di Piacenza Ersilio Menzani.
Dopo l'ordinazione fu insegnante nel seminario vescovile di Bedonia fino al 1935, quando fu trasferito come parroco a Casaliggio, frazione di Gragnano Trebbiense. Nel 1938 divenne arciprete di Salsomaggiore Terme, dove succedette ad Adelchi Albanesi, nominato vescovo di Bagnoregio.
Il 26 febbraio 1942 papa Pio XII lo insignì del titolo onorifico di cameriere segreto soprannumerario di Sua Santità.

### Ministero episcopale
Il 31 dicembre 1952 papa Pio XII lo nominò vescovo di Carpi; succedette a Vigilio Federico Dalla Zuanna, che in precedenza aveva rassegnato le dimissioni. Il 20 gennaio 1953 fu ricevuto in udienza dal presidente della Repubblica Italiana Luigi Einaudi per prestare il giuramento previsto dal concordato allora in vigore. Il 24 febbraio seguente ricevette l'ordinazione episcopale, nella chiesa di San Vitale a Salsomaggiore, dal cardinale Adeodato Piazza, segretario della Sacra congregazione concistoriale, co-consacranti Umberto Malchiodi, arcivescovo-vescovo coadiutore di Piacenza, e Vigilio Federico Dalla Zuanna, arcivescovo titolare di Mocisso. Il 29 marzo, domenica delle palme, prese possesso della diocesi. Al momento della nomina era il più giovane vescovo italiano.
Partecipò a tutte le sessioni del Concilio Vaticano II. Durante il suo trentennale ministero episcopale a Carpi, istituì 7 nuove parrocchie in diocesi e compì numerose visite pastorali.
Il 7 aprile 1983 papa Giovanni Paolo II accolse la sua rinuncia, presentata per raggiunti limiti di età, al governo pastorale della diocesi di Carpi; gli succedette Alessandro Maggiolini, del clero di Milano.
Da vescovo emerito si ritirò a Piacenza, dove morì il 4 marzo 2004, all'età di 97 anni. Dopo le esequie, celebrate l'8 marzo seguente dall'arcivescovo di Bologna Carlo Caffarra, nella cattedrale di Carpi, fu sepolto nella cripta dei vescovi dello stesso edificio.

## Genealogia episcopale
La genealogia episcopale è:
- Cardinale Scipione Rebiba
- Cardinale Giulio Antonio Santori
- Cardinale Girolamo Bernerio, O.P.
- Arcivescovo Galeazzo Sanvitale
- Cardinale Ludovico Ludovisi
- Cardinale Luigi Caetani
- Cardinale Ulderico Carpegna
- Cardinale Paluzzo Paluzzi Altieri degli Albertoni
- Papa Benedetto XIII
- Papa Benedetto XIV
- Cardinale Enrico Enriquez
- Arcivescovo Manuel Quintano Bonifaz
- Cardinale Buenaventura Córdoba Espinosa de la Cerda
- Cardinale Giuseppe Maria Doria Pamphilj
- Papa Pio VIII
- Papa Pio IX
- Cardinale Alessandro Franchi
- Cardinale Giovanni Simeoni
- Cardinale Antonio Agliardi
- Cardinale Basilio Pompilj
- Cardinale Adeodato Piazza, O.C.D.
- Vescovo Artemio Prati

## Araldica
Blasonatura dello stemma: Di verde alla croce astile gigliata all'antica, d'oro, accostata da due pecore affrontate e poggianti una zampa anteriore all'asta della croce, d'argento. Al capo d'azzurro caricato d'una cometa ondeggiante in fascia d'oro.